# У До Хван
У До Хван (кор. 우도환?, 禹棹煥?; род. 12 июля 1992 года, Анян, Южная Корея) — южнокорейский актёр. Наиболее известный своими ролями в телесериалах: «Спаси меня», «Бешеный пёс», «Великий соблазнитель», «Моя страна», «Король: Вечный монарх», «Охотничьи псы», «Мистер Планктон». На большом экране известен по фильму «Божественная ярость».

## Ранняя жизнь и образование
У родился 12 июля 1992 года в Аняне, провинция Кёнгидо. Он окончил университет Данкук по специальности «Театральное искусство и кинематограф».

## Личная жизнь
У начал свою обязательную военную службу 6 июля 2020 года. Пройдя шестинедельную подготовку в качестве стажера-командира роты на курсах подготовки новобранцев, он закончил учебу в качестве студенческого лидера на 1-м факультете транспортной подготовки. У был уволен с военной службы 5 января 2022 года, не вернувшись в часть после своего последнего отпуска в соответствии с правилами Министерства обороны Республики Корея.

## Фильмография

### Кино
| Год  | Название            | Роль                              | Примечание | Ист.  |
| ---- | ------------------- | --------------------------------- | ---------- | ----- |
| 2016 | Операция «Хромит»   | Подчиненный Ри Гён Сика           |            | [ 4 ] |
| 2016 | Мастер              | Мужчина в бейсболке задом наперед |            | [ 5 ] |
| 2019 | Божественная ярость | Джи Шин                           |            | [ 6 ] |
| 2019 | Призрачный ход      | Одиночка                          |            | [ 7 ] |
| 2023 | Мой пёс Руни        | Муж первой собеседницы            | Камео      | [ 8 ] |
| TBA  | Тропическая ночь    | Тэ Ган                            |            | [ 9 ] |

### Телесериалы
| Год        | Название              | Роль                      | Примечание                   | Ист.          |
| ---------- | --------------------- | ------------------------- | ---------------------------- | ------------- |
| 2011       | Наконец-то ты пришёл! |                           | Камео                        | [ 10 ]        |
| 2012       | Заткнись и играй!     |                           | Камео                        | [ 11 ]        |
| 2016       | Мужчина в моём доме   | Ким Ван Шик               |                              | [ 12 ]        |
| 2017       | Спаси меня            | Сок Дон Чхоль             |                              | [ 13 ] [ 14 ] |
| 2017       | Бешеный пёс           | Ким Мин Чжун (Ян Гебауэр) |                              | [ 15 ] [ 16 ] |
| 2018       | Великий соблазнитель  | Квон Си Хен               |                              | [ 17 ] [ 18 ] |
| 2019       | Моя страна            | Нам Сон Хо                |                              | [ 19 ] [ 20 ] |
| 2020       | Король: Вечный монарх | Чо Ын Соб / Чжо Ен        |                              | [ 21 ] [ 22 ] |
| 2023       | Чосонский психиатр    | Пэк Гван Хен              | 2 сезон (камео, 10-й эпизод) | [ 23 ]        |
| 2023       | Чосонский адвокат     | Кан Хан Су                |                              | [ 24 ]        |
| 2023—н. в. | Охотничьи псы         | Ким Гон У                 |                              | [ 25 ]        |
| 2024       | Мистер Планктон       | Хэ Джо                    |                              | [ 26 ]        |
| 2025       | Подделка              | Ли Мин Сок                |                              | [ 27 ]        |

### Веб-сериалы
| Год  | Название  | Роль  | Примечание | Ист.   |
| ---- | --------- | ----- | ---------- | ------ |
| 2016 | Мир дорам | Сын У | Камео      | [ 28 ] |

## Награды и номинации
| Награда                     | Год  | Категория                                                                                         | Работа                                        | Результат | Ист.                 |
| --------------------------- | ---- | ------------------------------------------------------------------------------------------------- | --------------------------------------------- | --------- | -------------------- |
| APAN Star Awards            | 2018 | Лучший новый актёр                                                                                | Бешеный пёс                                   | Номинация | [ 29 ]               |
| APAN Star Awards            | 2021 | Лучшая мужская роль второго плана                                                                 | Король: Вечный монарх                         | Номинация | [ 30 ] [ 31 ]        |
| Asia Artists Awards         | 2020 | Награда за популярность (актёрская категория)                                                     | У До Хван                                     | Номинация | [ 32 ]               |
| Asia Top Awards             | 2023 | Лучший актёр года                                                                                 | Чосонский адвокат                             | Победа    | [ 33 ]               |
| Asia Top Awards             | 2024 | Награда за лучшее выступление                                                                     | Охотничьи псы                                 | Победа    | [ 34 ]               |
| Премия «Пэксан»             | 2017 | Лучший новый актёр — кино                                                                         | Мастер                                        | Номинация | [ 35 ]               |
| Премия «Пэксан»             | 2018 | Лучший новый актёр — телевидение                                                                  | Спаси меня                                    | Номинация | [ 36 ]               |
| Кинопремия «Голубой дракон» | 2021 | Лучший новый актёр                                                                                | Одно движение божье 2: Призрачный ход         | Номинация | [ 37 ] [ 38 ] [ 39 ] |
| Chunsa Film Art Awards      | 2020 | Лучший новый актёр                                                                                | Божественная ярость                           | Номинация |                      |
| Golden Cinema Film Festival | 2021 | Лучший новый актёр                                                                                | Божественная ярость                           | Победа    | [ 40 ]               |
| KBS Drama Awards            | 2017 | Лучший новый актёр                                                                                | Бешеный пёс                                   | Победа    | [ 41 ]               |
| KBS Drama Awards            | 2017 | Премия нетизенов, актёр                                                                           | Бешеный пёс                                   | Номинация | [ 41 ]               |
| KBS Drama Awards            | 2017 | Лучшая пара                                                                                       | У До Хван (совместно с Рю Хваён), Бешеный Пёс | Номинация | [ 41 ]               |
| MBC Drama Awards            | 2018 | Премия «За выдающиеся достижения», актер в дораме, транслирующейся в период «Понедельник-вторник» | Великий соблазнитель                          | Победа    | [ 42 ]               |
| SBS Drama Awards            | 2020 | Премия «За выдающиеся достижения», актер мини-сериала в жанре фэнтези/романтической дорамы        | Король: Вечный монарх                         | Номинация | [ 43 ]               |
| The Seoul Awards            | 2018 | Лучший новый актёр (Драма)                                                                        | Бешеный пёс                                   | Номинация | [ 44 ]               |